# Pembrokeshire
Pembrokeshire (kymriska: Sir Benfro) är ett grevskap och en kommun (principal area) i sydvästra Wales. Det gränsar till Carmarthenshire och Ceredigion.
Det traditionella grevskapet Pembrokeshire upprättades år 1282 av Edvard I av England. Det har länge bestått av en engelskdominerad del i söder (känd som Little England beyond Wales, "Lilla England bortom Wales") och en kymriskdominerad del i norr.
Från 1974 till 1996 var grevskapet delat i två distrikt, South Pembrokeshire och Preseli Pembrokeshire som låg under grevskapet Dyfed. Då distrikten avskaffades som administrativa enheter år 1996 blev Pembrokeshire återupprättat, och har sedan dess blivit styrt som en kommun. 30 juni 2017 hade Pembrokeshire 125 055 invånare.

## Större orter i Pembrokeshire
| Ort           | Invånare |
| ------------- | -------- |
| Fishguard     | 3 500    |
| Haverfordwest | 14 500   |
| Milford Haven | 13 500   |
| Neyland       | 3 500    |
| Pembroke      | 7 500    |
| Pembroke Dock | 10 000   |
| Saundersfoot  | 3 500    |
| Tenby         | 4 500    |

1. ↑  Baserat på "built up areas" i folkräkning 2011 [4], avrundat till närmaste 500.

## Administrativ indelning
Pembrokeshire är indelat i 77 communities.
- Ambleston
- Amroth
- Angle
- Boncath
- Brawdy
- Burton
- Camrose
- Carew
- Cilgerran
- Clydau
- Clynderwen
- Cosheston
- Crymych
- Cwm Gwaun
- Dale
- Dinas Cross
- East Williamston
- Eglwyswrw
- Fishguard and Goodwick
- Freystrop
- Haverfordwest
- Hayscastle
- Herbrandston
- Hook
- Hundleton
- Jeffreyston
- Johnston
- Kilgetty/Begelly
- Lampeter Velfrey
- Lamphey
- Letterston
- Llanddewi Velfrey
- Llandissilio West
- Llangwm
- Llanrhian
- Llanstadwell
- Llawhaden
- Maenclochog
- Manorbier
- Manordeifi
- Marloes and St. Brides
- Martletwy
- Mathry
- Merlin's Bridge
- Milford Haven
- Mynachlog-Ddu
- Narberth
- Nevern
- New Moat
- Newport
- Neyland
- Nolton and Roch
- Pembroke
- Pembroke Dock
- Penally
- Pencaer
- Puncheston
- Rosemarket
- Rudbaxton
- Saundersfoot
- Scleddau
- Solva
- Spittal
- St Florence
- St Ishmael's
- St. David's and the Cathedral Close
- St. Dogmaels
- St. Mary Out Liberty
- Stackpole and Castlemartin
- Templeton
- Tenby
- The Havens
- Tiers Cross
- Uzmaston, Boulston and Slebech
- Walwyn's Castle
- Wiston
- Wolfscastle